# ليمور صوفي رامانانتسوفاناي
ليمور صوفي رامانانتسوفاناي (الاسم العلمي:Avahi ramanantsoavanai) (بالإنجليزية: Ramanantsoavana's woolly lemur)‏ هو نوع من الحيوانات يتبع جنس الليمور الصوفي من الفصيلة الإندرية.